# 上地流
上地流（うえちりゅう）は、空手道の流派の一つで、沖縄三大流派（剛柔流、上地流、小林流）に数えられる。

## 概要
上地流は、開祖の上地完文が中国に渡り、現地の武人周子和から伝授されたパンガヰヌーン（半硬軟）拳法が基になっている。首里手、那覇手、泊手などの手 (沖縄武術)の流れではなく、本来の意味での唐手の流れをくんでいると言える。
型には、完文が中国から持ち帰った三戦・十三・三十六に加え、後世に門人達が編み出した完子和・十六・完戦・十戦・完周、という八つの型がある。身体に直接打撃をあたえる三戦鍛錬と、貫手や足先など手足の先端を使う攻撃が特徴である。

## 歴史
- 1897年、上地完文福建省福州に渡航。在留県人の湖城道場に入門するも道場を数ヶ月で去る。
後に南派少林拳の一門派のパンガヰヌーン（半硬軟）拳法の達人・周子和に師事。
- 1904年、パンガヰヌーン拳法の免許皆伝。
- 1907年、福建省南靖にてパンガヰヌーン拳法社という道場を開く。
- 1909年、門人の1人が灌漑用水をめぐる争いが元で人を殺め、上地完文は深い自責の念から道場を閉鎖。
- 1910年、帰国、沖縄県北部の伊豆味村で暮らす。数々の拳法指導の要請を断り続ける。
- 1924年、上地完文、単身和歌山に転出。和歌山市手平町の紡績会社の門番として勤務。
沖縄県伊江島出身の青年・友寄隆優にパンガヰヌーン拳法の個人指導を始める。
当初上地完文は拳法の指導に関して秘密主義の姿勢を取っていて、一般への公開は念頭に無かった。
- 1926年、和歌山市手平町の紡績工場社宅内に上地完文が中国国外で初めてのパンガヰヌーン拳法の道場を開き、少数の弟子に指導を始める。
- 1927年、上地完文長子・上地完英（英語版）（後の二世宗家）、和歌山の父・完文の元で暮らし始めるとともに社宅道場入門。
- 1932年、友寄隆優と県人青年らの熱心な説得により、道場を和歌山市手平町沖縄県人居住地区に移しパンガヰヌーン流唐手術研究所を開き、一般にも門戸を開く。
- 1937年、上地完英、免許皆伝。大阪市西成区に支部道場開設。
- 1940年、パンガヰヌーン流唐手術研究所から流派名を「上地流空手術」と改名した。
支部道場が兵庫県尼崎市に移転。
- 1942年、上地完英沖縄に帰郷、名護市宮里に道場開設。沖縄に上地流誕生。
- 1946年、上地完文、和歌山の道場を友寄隆優に任せ新城清良・清優親子、當山清幸等と共に帰郷。伊江島に移る。
上地完英、戦争により閉鎖していた道場を再開。
- 1948年、上地完文、逝去。
- 1949年、上地完英、宜野湾市野嵩に道場移転開設。
- 1957年、道場を宜野湾市普天間に移転。流派名を「上地流空手道」に改める。
- 2016年、三代目上地完明（カンメイ）の逝拠に伴い、上地完尚（サダナオ）が上地流空手道宗家修武館四代目館長を襲名。
- 2023年、老朽化に伴い、宗家道場（宜野湾市普天間）の建替工事に着手。2023年12月竣工予定。設計・施工はスリースターズ株式会社（宜野湾市赤道）。

備考：パンガヰヌーン流唐手（空手）術研究所が和歌山から移転したことは一度もない。

## 特徴
上地流では三戦（サンチン）の型を最重要視しており、これによって構え・体捌き・心技体の基礎となる呼吸法を身に付ける。同時に、肩・腹・足など全身を叩かせ、呼吸によって全身の筋肉を締め、打撃に耐えうる肉体を作っていく。
三戦とは別に、小手鍛えと称してお互いの腕と腕を直接ぶつけ、すりあわせ、前腕を鍛える稽古がある。道場によっては四肢をバットやビール瓶で叩くこともあるとされる。その激しい修練から、しばしば上地流は「他の流派ではバットを叩いて折るが、上地流はバットで叩くと叩いたバットの方が折れる」と評される。実際の試合でも、防御側が払い受けをしただけで攻撃側が拳足を負傷し、退場する事態が起こるほどで、それ故に本土の空手から見れば、ただでさえ異色な沖縄空手の中でも更に異色と言われる。
また、攻撃方法に指先・足先を使った技が多いことも特徴である。元々のパンガヰヌーン拳法の型には正拳突きはなく、四本貫手や拇指拳（親指を曲げた状態で、掌底打ちのような動きで曲げた親指で打つ）を使うことが多い。また他流派の型では拳を握るところでも上地流では開手で型を行い、蹴り技においても足の指先を固めて蹴る足先蹴りなどがあり、上級者になると固めた足の爪先で板を蹴り抜く。

## 主な会派団体
- 上地流空手道協会
- 上地流空手道拳優会
- 上地流空手道振興会
- 上地流空手道振興会修武館
- 上地流空手道連盟
- 上地流唐手巴会
- 上地流唐手隆聖館
- 上地流拳誠会
- 上地流ラムセスクラブ空手道
- 沖縄上地流唐手道協会
- 沖縄上地流唐手道保存会
- 沖縄空手道上地流山会
- 沖縄空手道協会昭平流
- 沖縄硬軟流空手道協会
- 沖縄孝武流空手道古武道孝武会
- 硬軟流空手道守礼会
- 国際上地流空手道・琉球古武道與儀会館
- 国際上地流修武会
- 下地派上地流空手道
- 半硬軟流空手道協会